# Nebulosa Granchio australe
La Nebulosa Granchio australe (nota anche con le sigle di catalogo WRAY 16-47 e Hen 2-104) è un oggetto celeste nella costellazione del Centauro e dista 14 500 anni luce (4 400 parsec) dal sistema solare.
La nebulosa ha la forma di una clessidra, generata dal sistema binario simbiotico al suo centro, composto da una gigante rossa variabile di tipo Mira e da una nana bianca. I due "lobi" esterni sarebbero generati dalla nana bianca, mentre la "clessidra" interna sarebbe il frutto del vento stellare della gigante rossa.

## Storia delle osservazioni
La nebulosa Granchio australe è stata annotata per la prima volta in un catalogo del 1967 e osservata utilizzando un dispositivo ad accoppiamento di carica con il telescopio da 2,2 metri presso l'osservatorio di La Silla nel 1989. L'osservazione del 1989 ha segnato un importante incremento delle conoscenze sulla nebulosa, che è stata osservata utilizzando diversi filtri. Era già stata osservata però utilizzando telescopi terrestri.
Nel 1999 è stata ripresa dalla Wide Field and Planetary Camera 2 del telescopio spaziale Hubble (già nota per il suo esclusivo ritaglio "a gradini" e per le astrofotografie come i Pilastri della Creazione) a una lunghezza d'onda nel visibile di 658 nm.
La nebulosa è stata ripresa nuovamente dal telescopio spaziale Hubble nel 2019, in una serie di immagini per celebrare l'anniversario del lancio del telescopio spaziale, avvenuto nel 1990 tramite lo Space Shuttle Discovery. Questa volta è stata utilizzata una fotocamera più recente, la WFC3, con filtri a lunghezze d'onda di circa 502, 656, 658 e 673 nanometri.
La designazione He2-104 (o Hen 2-104) deriva dal catalogo Henize del 1967, Observations of Southern Planetary Nebulae. Il catalogo comprende 459 oggetti identificati come nebulose planetarie (o supposti tali).
Un'altra designazione che è stata registrata per questo oggetto è WRAY 16-47.

## Caratteristiche
Nel 2008 è stata pubblicata un'indagine sulla nebulosa Granchio australe e la sua stella simbiotica, usando dati di imaging e spettroscopici provenienti da telescopi spaziali e terrestri, inclusi Hubble e VLT. Il sistema stellare simbiotico della nebulosa, come tanti altri, è composto da un sistema binario "in cui una piccola stella calda (nana bianca o stella di sequenza principale) orbita attorno a una stella gigante rossa. Questi sistemi sono spesso circondati da un involucro di gas o polvere; quelli con gas sono noti come tipi S e quelli con polvere come tipi D."

## Galleria d'immagini

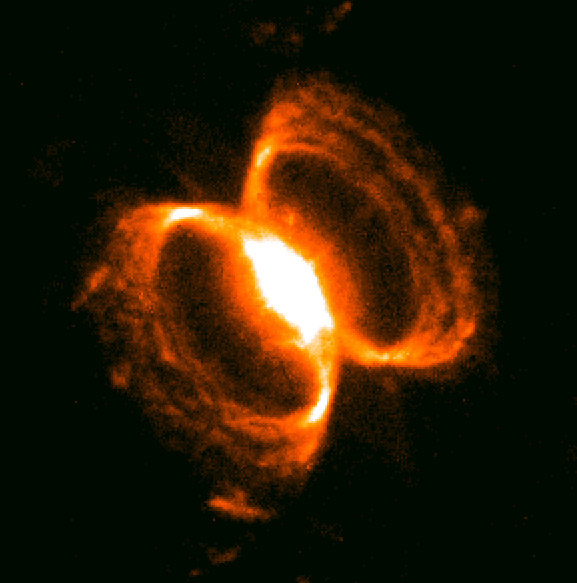
La parte centrale della nebulosa
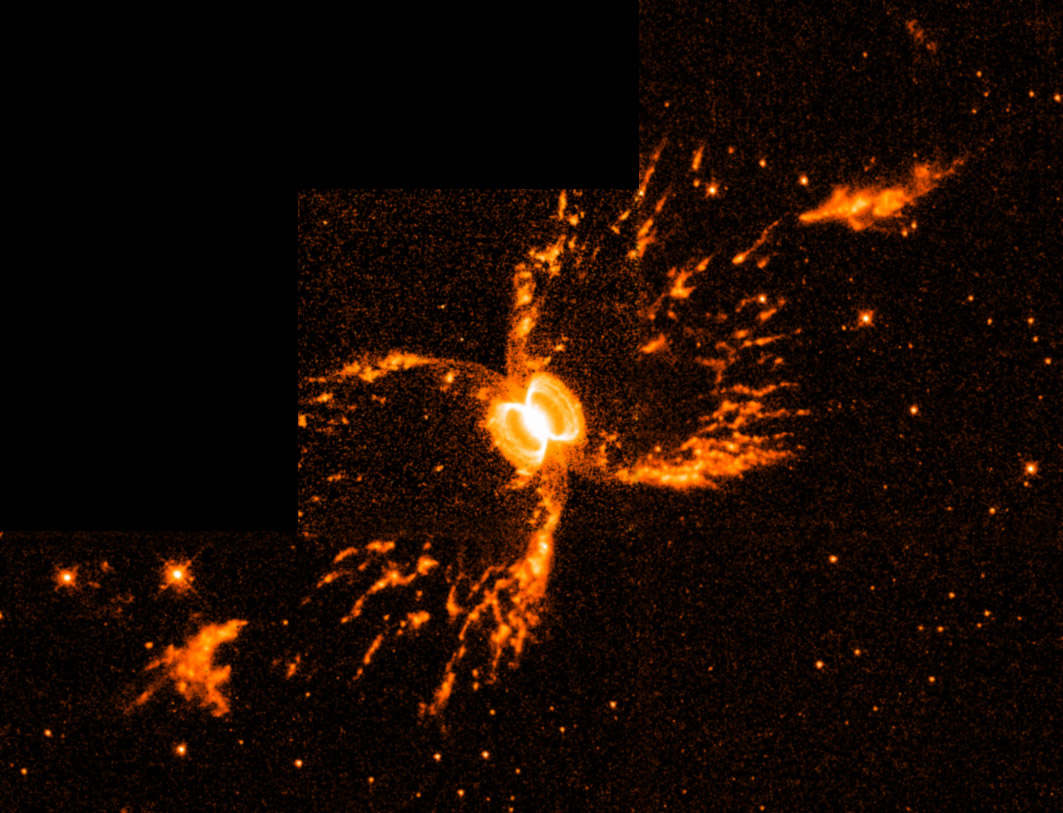
La Nebulosa Granchio australe nella sua interezza
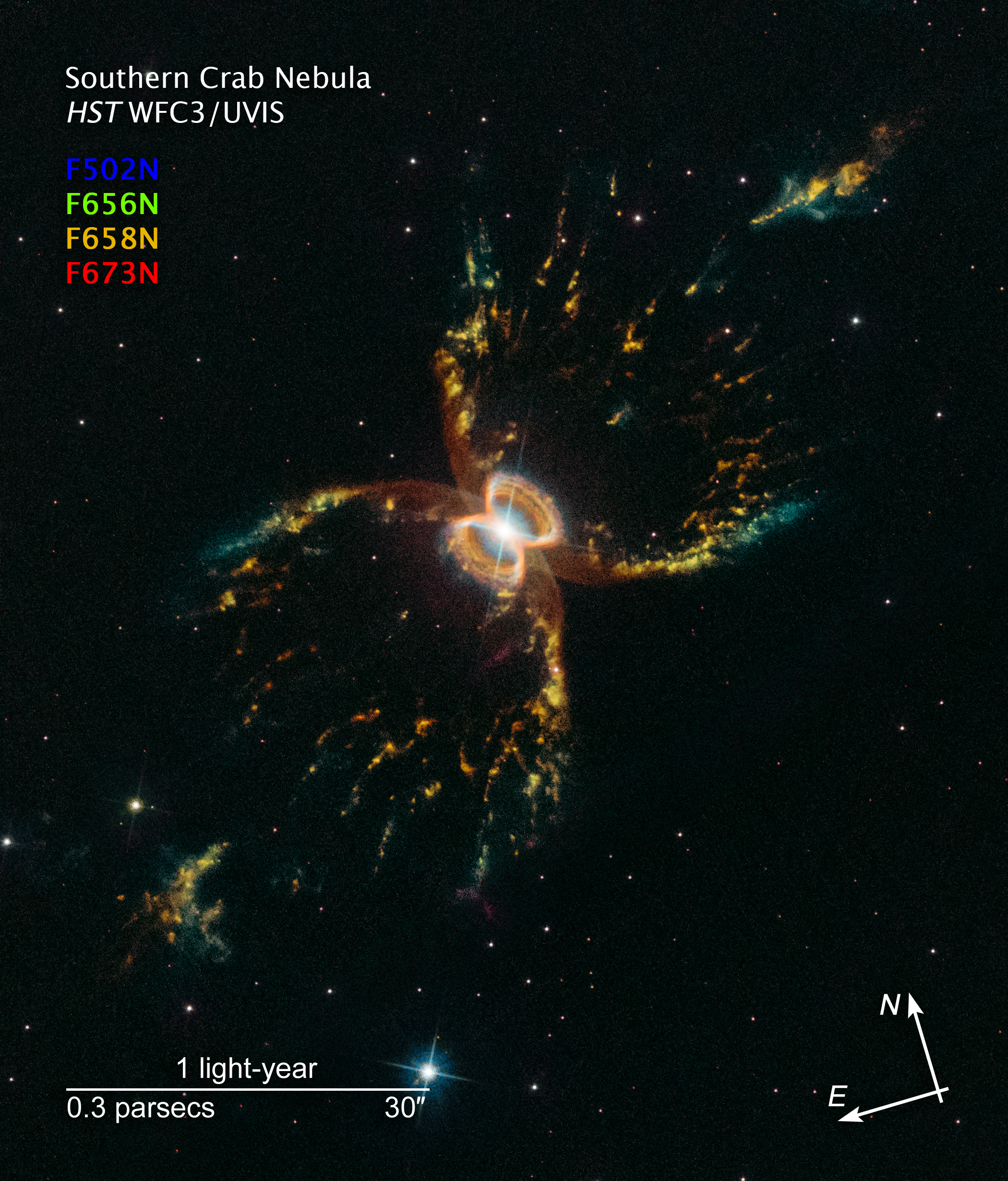
Nebulosa Granchio australe – (18 aprile 2019; con annotazioni)
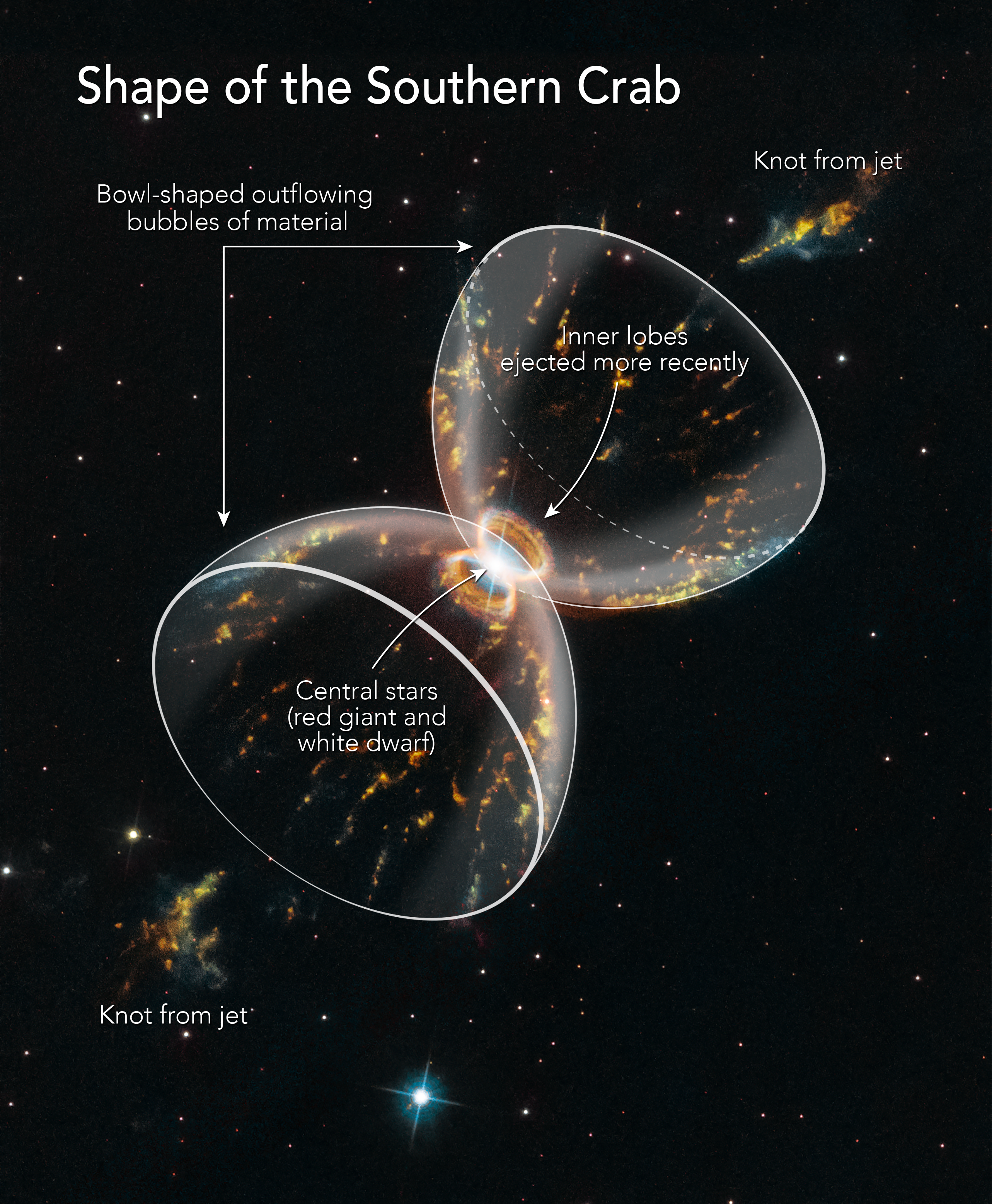
Nebulosa Granchio australe – (18 aprile 2019; forma, con annotazioni)